# Università degli Studi di Cagliari
L'Università degli Studi di Cagliari (UniCa) è una università statale italiana fondata nel 1607 ed entrata ufficialmente in funzione nel 1626.

## Storia

### La fondazione
Da tempo il parlamento sardo chiedeva l'istituzione di un ateneo nella capitale, per aumentare il tasso d'istruzione ed evitare ai regnicoli i disagi di costose trasferte nelle università del continente, soprattutto in quelle di Pisa, Bologna e Salamanca. Fu nei primi anni del '600 che l'azione degli stamenti, guidati dall'arcivescovo di Cagliari Francisco d'Esquivel, ottenne la costituzione dell'università a Cagliari: nel 1607 papa Paolo V emanò la bolla d'istituzione, mentre nel 1620 fu conseguito il privilegio di fondazione da parte di Filippo III di Spagna. Nel 1626 iniziarono quindi le attività dell'Universitas Studiorum Caralitana. Lo Studium generale fu istituito secondo il modello iberico, con quattro collegi d'Insegnamento: filosofia, leggi, medicina e teologia col corso di arti preliminare ai quattro precedenti.

### Lo stemma
Lo stemma dell'ateneo deriva dalla sua collocazione geografica e dal patronato sotto cui è stato posto alla sua fondazione, ossia Maria ed i santi sardi Eusebio, Ilario e Lucifero. Esso, raffigurato abitualmente rotondo, ha lo sfondo rosso e azzurro, i colori della città di Cagliari. In alto sono riprodotti lo stemma del Regno, sulla destra, e della capitale, sulla sinistra, affiancati alla raffigurazione della Madonna posta in capo; in basso, la mitra di san Lucifero con la lettera L, la tiara di sant'Ilario con la lettera H (Hilarius) e la mitra di sant'Eusebio con la lettera E; sotto le due mitre, in posizione rispettiva di banda e sbarra, una ferula a due bracci ed un pastorale. La cornice dello stemma è d'oro e riporta la scritta in caratteri neri a stampatello Universitas studiumque generale regni Sardiniae in civitate Kalari erectum - 1606, a ribadire il carattere "nazionale" dell'ateneo di Cagliari.

### Il riformismo piemontese
Con l'arrivo dei Piemontesi, nella seconda metà del XVIII secolo, a seguito delle costituzioni approvate da Carlo Emanuele III di Savoia, ci furono i primi ampliamenti infrastrutturali: si diede corso alla costruzione, sul bastione del Balice nel castello di Cagliari, di un nuovo palazzo dell'Università. L'intero fabbricato, sede del rettorato e unito all'ex seminario tridentino, fu realizzato dall'ingegnere Saverio Belgrano di Famolasco e inaugurato il 1º novembre 1769.
Con le riforme dovute alla legge Casati (1859), Cagliari si arricchì di un nuovo complesso universitario: nel 1866, tra l'anfiteatro romano e la villa di Tigellio, venne impiantato l'orto botanico, il cui complesso fu poi potenziato nel 1910, con l'edificazione della palazzina della direzione e degli uffici. In quell'anno, presso il ponte Vittorio, si inaugurò la stazione biologica.

### Il XX secolo
Con la riforma Gentile (1923), nel 1936 la scuola di farmacia diventò facoltà autonoma, nel 1938 venne autorizzata l'istituzione della facoltà di magistero, e appena un anno dopo iniziò l'attività della facoltà di ingegneria mineraria, primo corso di laurea della facoltà di ingegneria.
La crescente domanda di corsi di laurea comportò necessariamente un aumento nella richiesta di spazi, pertanto fu impostato un vasto programma edilizio teso a realizzare adeguate strutture da destinare alle attività di ricerca. In momenti successivi, tra via Giovanni Tommaso Porcell e via Anfiteatro, vengono sistemati gli istituti biologici e i dipartimenti di chimica generale, chimica farmaceutica, materia medica, patologia generale, igiene, medicina legale, anatomia umana e anatomia patologica.
Sempre per gli stessi motivi, nel secondo dopoguerra la facoltà di giurisprudenza viene definitivamente sistemata in un edificio in viale fra Ignazio, contiguo all'anfiteatro e all'orto botanico. Dalla facoltà di giurisprudenza con gli anni ci fu una scissione che portò alla fondazione delle facoltà di economia (1953) e di scienze politiche (1970), poi confluite con la riforma Gelmini del 2010, in un unico polo denominato facoltà di scienze economiche giuridiche e politiche.
Negli anni settanta, un nuovo padiglione ha potenziato la facoltà di ingegneria in piazza d'Armi. Nello stesso periodo è stata realizzata la cittadella dei musei, il principale polo museale della città.
Agli stessi anni risale anche la realizzazione dell'edificio della clinica medica nella fossa di san Guglielmo e dei padiglioni di ingegneria in piazza d'Armi. Successivamente si avviò la costruzione delle sedi della facoltà di lettere e filosofia e della facoltà di magistero, nonché dell'istituto di geologia e mineralogia. Queste strutture sono allocate in una vasta area nota con il nome di "Sa Duchessa", compresa tra la piazza d'Armi e il quartiere La Vega, che raccoglie tutti i corsi relativi agli studi umanistici oltre al centro sportivo polivalente del CUS Cagliari, creato negli anni ottanta. Nelle adiacenze è sorta in seguito anche la prima casa dello studente.
Nel 1994 avvenne la costruzione del nuovo polo scientifico nel comune di Monserrato, poco oltre la S.S. 554, comprendente la cittadella universitaria e il policlinico universitario, intitolato dal 2014 a Duilio Casula. In tale edificio furono trasferite quasi tutte le strutture dipartimentali afferenti alle facoltà di medicina, farmacia e scienze matematiche, fisiche e naturali. Dopo la realizzazione della sede sul bastione del Balice, il complesso di Monserrato rappresenta il più rilevante intervento strutturale che abbia riguardato l'Università degli Studi di Cagliari.

## Struttura

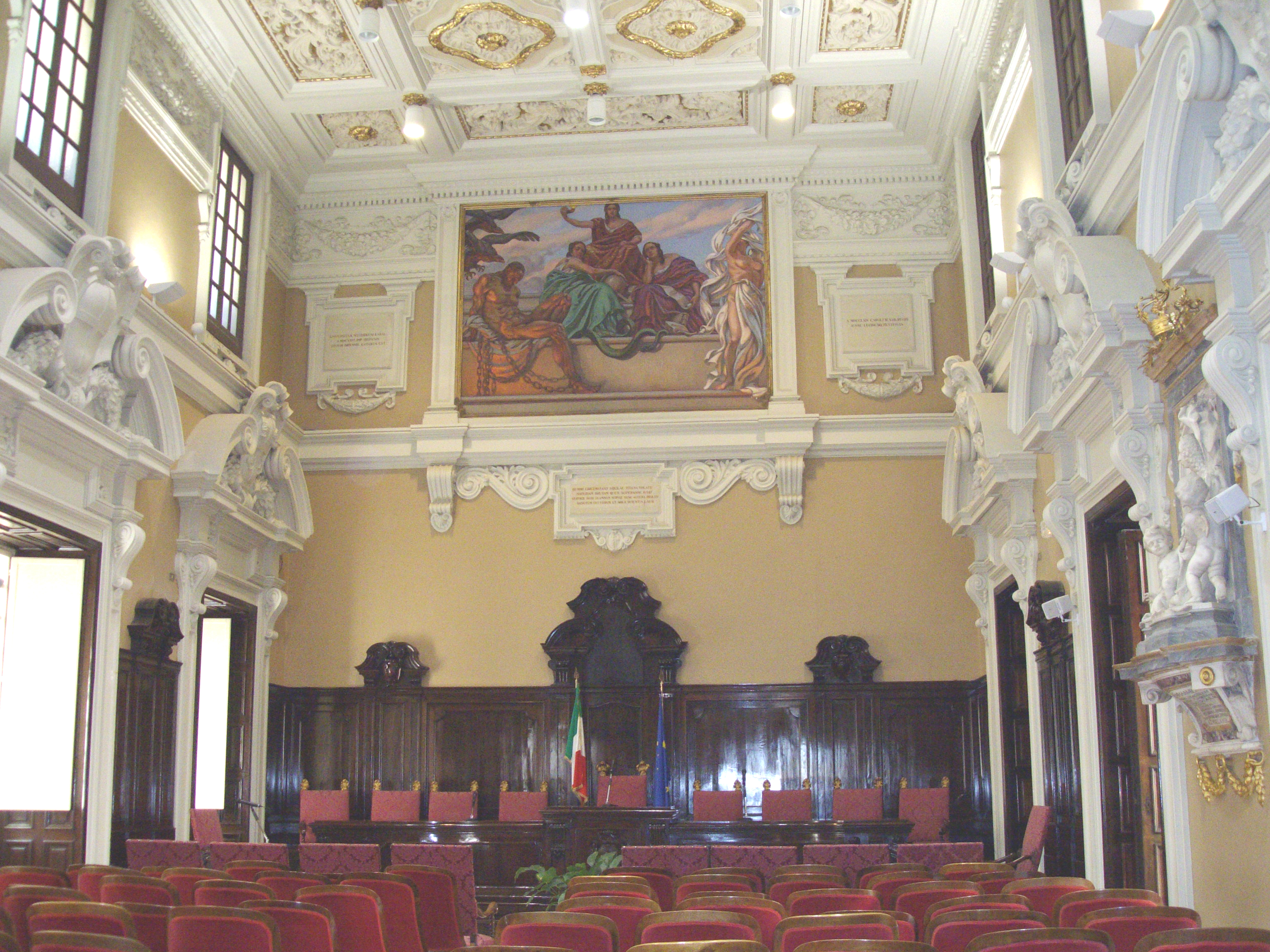
Aula Magna

L'università dispone di ventisei biblioteche ed è organizzata in quindici dipartimenti:
- Fisica
- Giurisprudenza
- Ingegneria civile, ambientale e architettura
- Ingegneria elettrica ed elettronica
- Ingegneria meccanica, chimica e dei materiali
- Lettere, lingue e beni culturali
- Matematica e informatica
- Pedagogia, psicologia, filosofia
- Scienze biomediche
- Scienze chimiche e geologiche
- Scienze chirurgiche
- Scienze della vita e dell’ambiente
- Scienze economiche ed aziendali
- Scienze mediche e sanità pubblica
- Scienze politiche e sociali

### Musei
L'Università degli Studi di Cagliari gestisce i seguenti musei e collezioni:
- Archivio storico
- MUACC, Museo Universitario delle arti e della culture contemporanee
- Collezione archeologica "Evan Gorga"
- Collezione "Luigi Piloni"
- Collezione degli strumenti e apparecchi di chimica, presso la cittadella universitaria di Monserrato
- Herbarium e museo etno-botanico, presso l'orto botanico
- Museo di cere anatomiche "Clemente Susini", presso la cittadella dei musei
- Museo sardo di antropologia ed etnografia, presso la cittadella universitaria di Monserrato
- Museo di fisica, presso la cittadella universitaria di Monserrato
- Museo sardo di geologia e paleontologia "Domenico Lovisato"
- Museo di mineralogia "Leonardo de Prunner"
- Museo di zoologia

### Radio

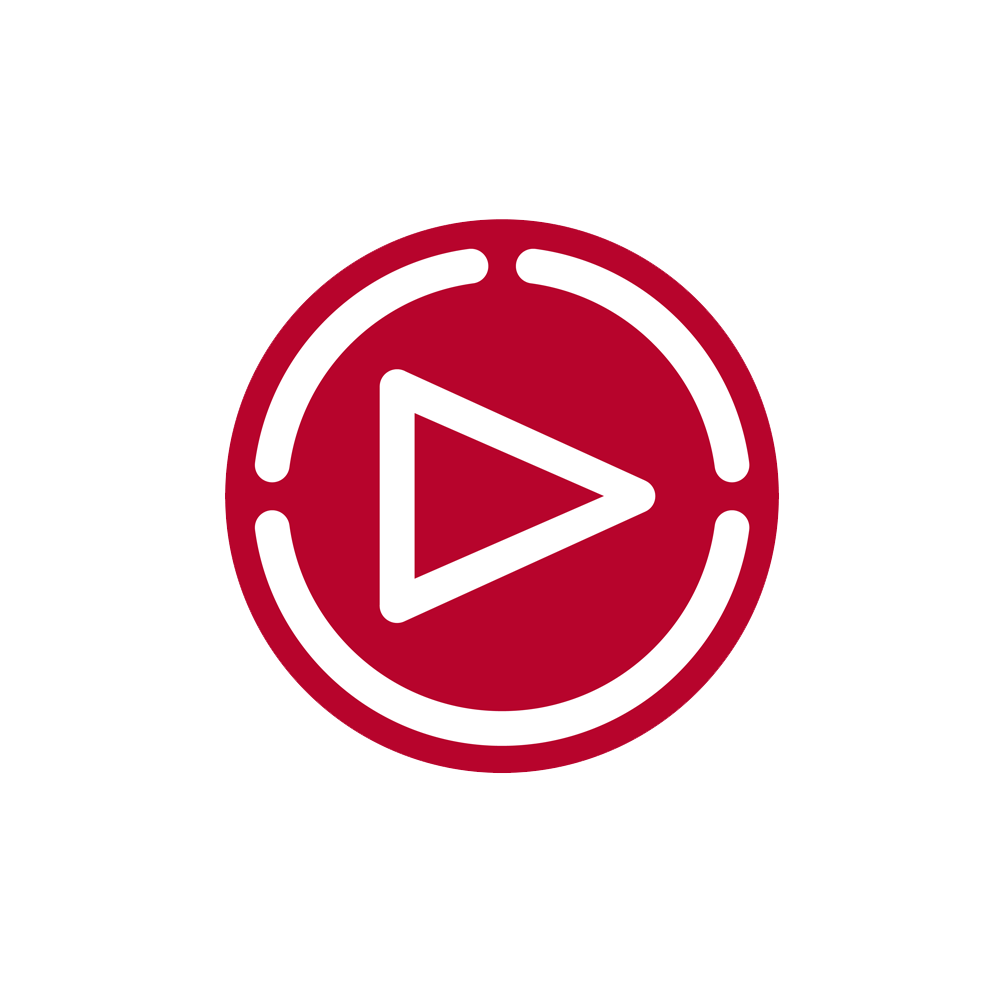
Logo dell'emittente universitaria Unica Radio

In seno all'Università l'8 ottobre 2007 è nato il progetto "Unica Radio", ossia una radio universitaria gestita dagli studenti aderente all'associazione RadUni prima radio universitaria italiana a trasmettere anche in DAB+ e dal 7 aprile 2023 anche in video. Nel 2010 riceve premio per l’European podcast Award assegnato da Olympus Audio System. Nel 2010 riceve il premio "European podcast Award" assegnato da Olympus Audio System e nel 2012 ha avuto lo "Station of the year" in occasione del College Radio Day. Nel 2020 premio come "Best student Radio station 2020 - Italy" da Corporate Vision. Nel 2020 ha ricevuto il premio "migliore emittente universitaria italiana". Nel 2022 si è aggiudicata il premio per il "miglior programma 2022" per "Dietro le quinte", format dedicato alla musica classica. Nel 2023 si aggiudica il secondo posto premio ASCAI Media Award 2023 e per la seconda volta di seguito il premio "Spirit of College Radio".
Unica Radio collabora attivamente alle produzioni e ai progetti di RadUni – l'Associazione degli operatori radiofonici universitari e Ang inRadio rete dell'Agenzia Nazionale Giovani nonché del Network Indifesa di Terre des Hommes Italia. Nel 2018 ha ospitato il FRU - Festival delle Radio Universitarie italiane promosso dall'Associazione RadUni portando a Cagliari l'artista Salmo. Il 7 aprile 2023 inaugura il suo canale televisivo Unica Radio TV. Il 10 ottobre 2024 viene premiata dall'Università di Verona all'interno della prima edizione del premio Esu Verona per il podcast sul diritto allo studio "Informalmente notizie dal mondo”, con la motivazione originalità della scrittura e della conduzione, la qualità del montaggio e del sound design, la chiarezza nella presentazione del servizio e dell'ente". Il 14 luglio 2025 il podcast di Unica Radio dedicato all'Europa viene selezionato e trasmesso durante EYE 2025 dal Parlamento Europeo.

### Spin-off
L'Università degli Studi di Cagliari, secondo quando previsto dal D.R. n. 454 del 09/12/2005, promuove e favorisce, nel rispetto dei propri fini istituzionali e in conformità ai principi generali del proprio statuto, la costituzione di spin-off, cioè società aventi come finalità l'utilizzazione imprenditoriale, lo sviluppo e la commercializzazione, in contesti innovativi, dei risultati della ricerca scientifica (con particolare riferimento alla ricerca dell'Ateneo cagliaritano) ovvero di nuovi prodotti e/o servizi.
Si distinguono tra:
- spin-off dell'Università di Cagliari (denominati anche spin-off universitari): società per azioni o a responsabilità limitata alle quali l'Università partecipa in qualità di socio;
- spin-off accademici: società nelle quali l'Università non ha una quota di partecipazione e di cui è proponente e autorizzato ad assumere una partecipazione un'unità del personale strutturato dell'Università.

Queste società costituiscono l'anello di congiunzione tra la struttura universitaria e il tessuto socioeconomico locale e rappresentano il luogo in cui il sapere scientifico si trasforma in conoscenze utili alla creazione di prodotti e servizi innovativi. Attualmente le società spin-off dell'Università di Cagliari sono 18, e in 6 casi l'Università partecipa anche con il proprio capitale.
Il primo spin-off accademico ad essere stato fondato è eXPerTeam, costituito nel 2006 dal dipartimento di ingegneria elettrica ed elettronica con il fine di svolgere attività di analisi, sviluppo, progettazione, documentazione e installazione di sistemi informatici hardware e software. Nel marzo dell'anno successivo viene invece costituito, dal dipartimento di matematica e informatica, il primo spin-off universitario, FlossLab, che si propone come società atta alla progettazione, sviluppo, installazione, personalizzazione ed assistenza di prodotti software open source.

## Rettrici e rettori
Fonte
- Cosma Excarcioni (1626-1627)
- Ambrogio Machin (1627-1640)
- Giovanni Cao (1640-1642)
- Bernardo de la Cabra (1642-1644)
- Gerolamo Cao (1644-1647)
- Antioco Soler (1650-1653)
- Giorgio Carcassona (1653-1655)
- Francesco Gallo (1661-1664)
- Serafino Esquirro (1664-1667)
- Pietro Sanna (1686-1697)
- Ilario Galcerin (1697-1700)
- Gavino Aquena (1700-1703)
- Emanuele Asquer (1703-1704)
- Saturnino Carta (1704-1713)
- Giovanni Leonardo Sanna (1713-1720)
- Gerolamo Valonca (1720-1721)
- Antonio Carcassona (1721-1728)
- Salvatore Angelo Cadello (1728-1734)
- Edoardo Sanna (1734-1737)
- Angelo Maria Carta (1737-1754)
- Francesco Ignazio Detory Pinna (1754-1757)
- Francesco Ignazio Guiso (1757-1764)
- Giovanni Borgna (1843-1848)
- Rafaele Furcas (1849-1852)
- Giovanni Meloni Baille (1852-1856)
- Francesco Ortu (1856-1857)
- Giovanni Spano (1857-1868)
- Antioco Loru (1868-1872)
- Patrizio Gennari (1872-1875)
- Pasquale Umana (1875-1876)
- Gaetano Loy (1876-1882)
- Gavino Scano (1882-1883)
- Luigi Zanda (1883-1885)
- Antioco Loru (1885-1886)
- Luigi Zanda (1886-1888)
- Giuseppe Todde (1888-1890)
- Giuseppe Missaghi (1890-1891)
- Enrico Gandolfo (1891-1892)
- Ignazio Fenoglio (1892-1896)
- Giuseppe Missaghi (1896-1897)
- Antonio Fais (1897-1898)
- Gaetano Orrù (1898-1900)
- Ignazio Fenoglio (1901-1906)
- Roberto De Ruggiero (1907-1910)
- Pio Colombini (1910-1911)
- Cesare Sacerdoti (1912-1913)
- Oddo Casagrandi (1913-1915)
- Roberto Binaghi (1915-1931)
- Alberto Serra (1931-1932)
- Mario Aresu (1932-1935)
- Giovanni Cao di San Marco (1935-1936)
- Giuseppe Brotzu (1936-1945)
- Ernesto Puxeddu (1945-1947)
- Antonino D'Angelo (1947-1955)
- Giuseppe Peretti (1955-1970)
- Alberto Boscolo (1970-1974)
- Giuseppe Aymerich (1974-1979)
- Duilio Casula (1979-1991)
- Pasquale Mistretta (1991-2009)
- Giovanni Melis (2009-2015)
- Maria Del Zompo (2015-2021)
- Francesco Mola (dal 2021)